# Emanuel Aguilar
Emanuel Abraham Aguilar (* 23. August 1824 in Clapham (London); † 18. Februar 1904 in London) war ein englischer Pianist, Musikpädagoge und Komponist spanisch-sephardischer Herkunft. Aguilar war der Bruder der Schriftstellerin Grace Aguilar.

## Leben
Aguilar erhielt seine Klavier- und Komponistenausbildung in Frankfurt. Er trat 1848 mit großem Erfolg im Leipziger Gewandhaus auf. Ab diesem Moment wirkte er erfolgreich in London als Klavierlehrer, trat jedoch gleichzeitig als Konzertpianist auf.

## Werke (Auswahl)
Aguilar komponierte zwei Opern, drei Kantaten, drei Symphonien, zwei Ouvertüren und zahlreiche Kammermusikwerke. Er ist sehr bekannt für seine Notation und Arrangements der liturgischen Musik der Synagoge von Amsterdam.

### Werke mit Opuszahl
- Grand Duo concertant pour Piano et violoncelle op. 1, Peters Ewer & Co. Bernard, Leipzig, London, St. Petersburg OCLC 838310646 (Digitalisat beim IMSLP)
- The stars are brightly beaming, Serenade für Singstimme und Klavier op. 2 OCLC 497095136
- Nocturne für Klavier op. 3, 1848 OCLC 497094888
- Arethuse, Melody für Klavier op. 4, 1849 OCLC 497093105
- L’Impatience, Valses pour le Pianoforte op. 5, 1849 OCLC 497093961
- The Dahlia Polkas  op. 6, 1849 OCLC 497093462
- Les Plaintes des Zephyrs. Morceau de salon pour le Pianoforte [Salonstück für Klavier] op. 7, 1849 OCLC 497095002
- Deux morceaux pour le Piano Forte. [Zwei Klavierstücke] op. 8, 1850 OCLC 497094870
- Caprice für Klavier op. 12, Wessel & Co., London, 1851 OCLC 1228808551
- Edith, a song of the Eleventh century für Singstimme und Klavier op. 13, Incipit: The moon uprose in lurid red, 1851 OCLC 497093706
- Alpheus, Ouverture für Klavier zu vier Händen op. 15,  Wessel & Co., London, 1852 OCLC 1228809819
- Allegro maestoso für Klavier mit Orchesterbegleitung op. 16, 1852 OCLC 497093022
- Minna et Brenda, deux morceaux pour le piano forte, op. 17, 1853 OCLC 497094852 I Minna II Brenda
- Leonore, Mazurka für Klavier op. 18, 1855
- Bolero für Klavier op. 20, Schott & Co., London OCLC 222599465
- Chant des Sirènes, Salonstück für Klavier op. 21. Nr. 1, 1857 OCLC 497093521
- Danse des Lutins, Salonstück für Klavier op. 21. Nr. 2, 1857 OCLC 497093521
- Sunset Glow, Rêverie für Klavier op. 22, 1858 OCLC 497095276
- Sérénade, für Klavier op. 23 OCLC 222599300
- Dream-dance, für Klavier op. 27. Nr. 1 OCLC 1253996825
- Parting, Melodie für Klavier op. 27. Nr. 2 OCLC 1253924277
- A May waltz for the pianoforte op. 27 Nr. 3 OCLC 1253988191
- The Promise, Melodie für Klavier op. 27. Nr. 4 OCLC 1253883259
- Evening, Romance für Klavier op. 27. Nr. 5 OCLC 1253820488
- Break, break, Break op. 28 Nr. 6, Song, Text: Alfred Tennyson, London
- Couleur de Rose, Galop brillant für Klavier op. 29, 1870 OCLC 497093444
- Souvenir Champêtre. Mélodie für Klavier op. 31, 1888 OCLC 497095123
- Erica, Melodie für Klavier op. 32, A. Hays, London, 1889 OCLC 497093726

### Werke ohne Opuszahl
- A little book about learning the pianoforte, 1866 OCLC 8473114
- A memory, Song, Text: E. M. Hordle OCLC 1253848199
- Annie, Ballade, Incipit:  I saw a violet peeping, 1855 OCLC 497093078
- Appeal. Song für Singstimme und Klavier. Incipit: „Oh! I am very weary“ Text: A. Bell, 1859 OCLC 497093090
- Come let us wander, Song, 1851 OCLC 497093343
- Come placida rugiada, Romanza, Text: M. Maggioni, 1861 OCLC 497093375
- Contented, Melodie für Klavier, 1881 OCLC 497093380
- Dirge, Four-part song, Text: R. Augustiner, 1877 OCLC 1233321340
- Euphrosine,  Polka für Klavier, 1850 OCLC 497093744
- Farewell. Song für Singstimme und Klavier. Incipit: „When eyes are beaming“, Text: Bishop Heber, 1860 OCLC 497093834
- In a Wood on a windy Day. Song. Incipit: „My soul is awaken’d“, Text: A. Bell
- L’Amitié, Mélodie für Klavier, 1870 OCLC 497093036
- Le fête villageoise, Klavierstück, 1850 OCLC 497093850
- Le Leoir transcribed for the Pianoforte OCLC 1253841753
- Lovely Spring. Four-part song. Text: A.R. Samuda, Lamborn Cock & Co., 1870 OCLC 1013717728 (Digitalisat bei Google Books)
- Marche  für Klavier, 1850 OCLC 497094779
- Mazurka du Nord, Klavierstück, 1874 OCLC 497094822
- Nouvellette für Violine und Klavier, 1687 OCLC 497094915
- Ophelia, Romanze für Klavier, Ashdown & Parry, London, 1860  OCLC 1184546164
- Pellissier March für Klavier, 1855 OCLC 497094977
- Präludium und Fuge G-Dur, 1883 OCLC 497095056
- Sonate C-Dur für Klavier, 1865 OCLC 497095112
- Steps für Klavier, 1862–1864 OCLC 497095159
- Summer Night, a cantata for treble voices, Text: N. Crosland, 1876 OCLC 1009081424  (Digitalisat bei Google Books)
- Sympathy, Ballade für Singstimme und Klavier, Incipit: „There should be no despair for you“, Text: E. Bell OCLC 497095288
- The Birds at Sunset  für Klavier, 1861 OCLC 497093118
- The Bridal of Triermain, Kantate, Text: Sir Walter Scott, 1684 OCLC 497093202
- War March for two performers on one Pianoforte, London, 1861 OCLC 1253989523 OCLC 497095352
- The fairies’ farewell to the flowers, Song, 1861  OCLC 497093816
- Where love with woman dwelt, Song, London, Text: W.A. Gibbs  OCLC 1253913353

### Liturgische Musik
- Sephardi melodies : being the traditional liturgical chants of the Spanish & Portuguese Jews’ congregation, London OCLC 638328002
- The ancient melodies of the liturgy of the Spanish and Portuguese jews, Wessel, London und 1857 OCLC 703211823 (Digitalisat der Freimann-Sammlung der Universitätsbibliothek der Johann-Wolfgang-Goethe-Universität Frankfurt am Main)